# Fosfolipid-hidroperoksid glutation peroksidaza
Fosfolipid-hidroperoksid glutation peroksidaza (EC 1.11.1.12, inhibirajući protein peroksidacija, PHGPX, peroksidaza, glutation (fosfolipid hidroperoksid-redukujuća), fosfolipid hidroperoksid glutationska peroksidaza, hidroperoksid glutationska peroksidaza) je enzim sa sistematskim imenom glutation:lipid-hidroperoksid oksidoreduktaza. Ovaj enzim katalizuje sledeću hemijsku reakciju
2 glutation + lipidni hidroperoksid {\displaystyle \rightleftharpoons } glutation disulfid + lipid + 2H2O
Ovaj protein sadrži selenocisteinski ostatak. Produkti dejstva  enzima EC 1.13.11.12, lipoksigenaza, na fosfolipide mogu da deluju kao akceptor; H2O2</sib> takođe može da deluje, mada sporije.

## Literatura
- Nicholas C. Price; Lewis Stevens (1999). Fundamentals of Enzymology: The Cell and Molecular Biology of Catalytic Proteins (Third изд.). USA: Oxford University Press. ISBN 019850229X.
- Eric J. Toone (2006). Advances in Enzymology and Related Areas of Molecular Biology, Protein Evolution (Volume 75 изд.). Wiley-Interscience. ISBN 0471205036.
- Branden C; Tooze J. Introduction to Protein Structure. New York, NY: Garland Publishing. ISBN 0-8153-2305-0.
- Irwin H. Segel. Enzyme Kinetics: Behavior and Analysis of Rapid Equilibrium and Steady-State Enzyme Systems (Book 44 изд.). Wiley Classics Library. ISBN 0471303097.

## Spoljašnje veze
- Phospholipid-hydroperoxide+glutathione+peroxidase на 